# Heinrich I. (Görz)

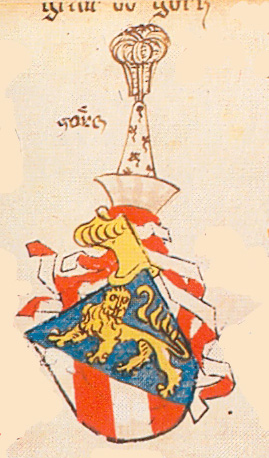
Wappen der Grafen von Görz, im Ingeram-Codex, 1459

Heinrich I. von Görz († 10./11. Oktober 1148/1149) war Graf von Görz. 

## Leben
Seine Eltern waren Meinhard I. von Görz und Elisabeth (Ellisa) von Schwarzenburg, Tochter des Grafen Botho von Schwarzenburg (Bayern) und dessen Frau Petrissa. Heinrich I. erscheint erstmals 1139 zusammen mit seinem Vater Meinhard I. in einer Urkunde des Patriarchen Pilgrim von Aquileia. Nach dem Tod seines Vaters ca. 1142 übernahm er zusammen mit seinem Bruder Graf Engelbert II. die Herrschaft. Letztmals wird Heinrich 1147 als Vogt von Aquileia urkundlich genannt. Heinrich war wohl unverheiratet, da weder  Hinweise auf eine Ehefrau noch auf Kinder vorliegen. Im Vertrag von Ramuscello zwischen seinem Bruder Engelbert II. von Görz und dem Patriarchen von Aquileia vom 21. April 1150 ist er als verstorben erwähnt. Heinrich ist 1148/1149 verstorben, nach den Totenbüchern von Aquileia am 10./11. Oktober. Sein Bruder Graf Engelbert II. von Görz führte nach ihm die Herrschaft alleine weiter.